# ألبرتو أنطونيو
ألبرتو أنطونيو (31 مايو 1987 في البرازيل - ) (بالبرتغالية: Alberto Antônio de Paula‏) هو لاعب كرة قدم برازيلي في مركز الهجوم. شارك مع منتخب البرازيل تحت 20 سنة لكرة القدم ومنتخب البرازيل لكرة القدم. أما مع النوادي، فقد لعب مع أتلتيكو براغانتينو وفيسوا كراكوف ونادي أفاي لكرة القدم ونادي أيه بي سي ونادي بالميراس ونادي بونتي بريتا ونادي غوانغجو آر أند إف ونادي أتلتيكو هيرمان أيشينجار وجريميو نوفوريزونتينو ونادي إيتوانو وShanghai Shenxin F.C. ‏ وأميريكا فوتيبول كلوبي (أيس بي) ونادي بوتافغو لكرة القدم ونادي بينابولينيزي وأتلتيكو يوفنتوس وSociedade Esportiva Palmeiras B ‏.

## وصلات خارجية
- ألبرتو أنطونيو على موقع قاعدة بيانات كرة القدم.إي يو (الإنجليزية)
- ألبرتو أنطونيو على موقع Soccerway.com (الإنجليزية)